# Sevington
Sevington es una parroquia civil y un pueblo del distrito de Ashford, en el condado de Kent (Inglaterra).

## Demografía
Según el censo de 2001, Sevington estaba habitado por 354 personas (51,69% varones, 48,31% mujeres) en 125 hogares. El 23,73% eran menores de 16 años, el 73,73% tenían entre 16 y 74 y el 2,54% eran mayores de 74. La media de edad era de 33,85 años. Del total de habitantes con 16 o más años, el 24,44% estaban solteros, el 65,19% casados y el 10,37% divorciados o viudos. 190 habitantes eran económicamente activos, 186 de ellos (97,89%) empleados y 4 (2,11%) desempleados.